# William Myron Keck
Pour l’article homonyme, voir Keck.
William Myron Keck (1880 – 1964) est un entrepreneur pétrolier et un philanthrope américain.

## Biographie
En 1921, il crée la Superior Oil Company à Coalinga en Californie. Keck a été l'un des premiers à utiliser les sismographes pour la recherche de gisements et à installer des plate-forme pétrolières (en Louisiane en 1938).
En 1954, il crée la Fondation W. M. Keck. À l'initiative de son fils, Howard Keck, cette fondation finance en 1985, pour Caltech et l'Université de Californie, l'observatoire W. M. Keck à Hawaï, au sommet du volcan Mauna Kea.